# Far Cry 5
A Far Cry 5 egy 2018-as belső nézetes akció-kaland lövöldözős játék, amelyet a Ubisoft Montreal és az Ubisoft Toronto fejlesztett ki, és a Ubisoft adott ki. Ez a 2014-es Far Cry 4 folytatása, és a Far Cry sorozat ötödik fő része. A játék az Egyesült Államokban, Montana egy kitalált régiójában, Hope megyében játszódik. A játék középpontjában a Project at Eden's Gate áll, egy világvégehívő szekta, amely karizmatikus és hatalmas vezetője, Joseph Seed parancsára elfoglalta a megyét. A játékosok egy meg nem nevezett seriff-helyettest irányítanak, aki csapdába esik Hope megyében, és különböző ellenállási frakciókkal együtt kell működniük, hogy felszabadítsák a régiót a Seed testvérek és az Édenkapu despotikus uralma alól. A játékmenet a harcra és a felfedezésre összpontosít; a játékosok az ellenséges katonákkal és a veszélyes vadvilággal harcolnak fegyverek széles skálájával. A játék számos, a szerepjátékokban megtalálható elemet tartalmaz, például egy elágazó történetszálat és mellékküldetéseket. A játék tartalmaz egy térképszerkesztőt, egy kooperatív többjátékos módot és egy kompetitív többjátékos módot is.
A 2017 elején bejelentett Far Cry 5 fejlesztése kiterjedt volt. A csapat több koncepciót is megvizsgált, mielőtt egy amerikai helyszínre telepedett volna. A játékot a modern történelem számos társadalmi-politikai eseménye ihlette, mint például a hidegháború és a szeptember 11-i támadások. A fejlesztőcsapat arra törekedett, hogy megragadja az események utáni csüggedt társadalmi légkört, és újra felhasználja a játékhoz. A kizárólag a Ubisoft által fejlesztett és kiadott versenyképes többjátékos módot is házon belül hozták létre, és a cég világszerte működő stúdiói kreatívabb hozzájárulást kaptak a Far Cry 5-höz
A Far Cry 5 világszerte 2018 márciusában jelent meg Microsoft Windowsra, PlayStation 4-re és Xbox One-re. Többnyire pozitív kritikákat kapott, bár viták tárgyát képezte, miután egy felfokozott politikai konfliktusok időszaka mellett jelentették be. A kritikusok dicsérték a nyitott világú dizájnt, a látványt, a játékmenetet és a hangsávot, de kritikát a történet és néhány karakter felé irányítottak. A játék kereskedelmi sikert aratott, és a franchise leggyorsabban eladott játéka lett, több mint 310 millió dollár bevételt hozott az értékesítés első hetében. Ezt követően számos letölthető tartalom kiadása jelent meg. A narratíva spin-off címe és folytatása, a Far Cry New Dawn 2019 februárjában jelent meg. Az utód, a Far Cry 6 2021 októberében jelenik meg.

## Játékmenet
Előzőkhöz hasonlóan a Far Cry 5 egy akció-kaland első személyű lövöldözős játék, amely nyílt világú környezetben játszódik, amelyet a játékos szabadon felfedezhet gyalogosan vagy különféle járműveken keresztül. Ellentétben a sorozat korábbi játékaival, ahol a játékos egy beállított karakter szerepét tölti be, a játék lehetőséget ad a játékosnak, hogy személyre szabja karakterének megjelenését. Míg a játékos különféle távolsági és robbanékony fegyverekkel küzd az ellenségek ellen, a játék a közelharcra helyezi a hangsúlyt a korábbi Far Cry játékokhoz képest a közelharci fegyverek szélesebb skálájával. Ezenkívül a Far Cry 5 egy új fegyver ballisztikai rendszert tartalmaz, amely olyan elemeket tartalmaz, mint egy távolról leejtő golyó, hogy valósághűbbé tegye.
Dan Hay kreatív igazgató úgy fogalmazott, hogy a nyitott világ kialakítása a Far Cry sorozat korábbi címeinek előőrseinek mintájára készült. Ezek az előőrsök a térkép egy kis részét képviselték, amelyet az ellenséges erők foglaltak el, és a játékos feladata volt, hogy felszabadítsa őket az ellenség jelenlétének megölésével vagy semlegesítésével. Az előőrsöket többféle megközelítéssel tervezték meg a játékos számára, és ezt az elemet próbálta a fejlesztőcsapat újrateremteni a Far Cry 5 tágabb játékvilágában. A játékos beleesik a játék világába kevés kontextus, irány vagy objektív jelzőkkel, és ehelyett önállóan kell navigálnia a világban. Hay kifejezte vágyát, hogy létrehozza az általa „anekdotagyárnak” nevezett játékot, amelyben két játékos ugyanarról a pontról indulhat ki ellentétes irányba, és teljesen különböző tapasztalatokat szerezhet, amelyeket aztán anekdotaszerűen megosztanak egymással. Ennek elősegítése érdekében a játék világának nagy része elérhető a játékos számára a játék kezdő küldetésének teljesítése után, és szabadon haladhatnak ezeken a területeken, ahogyan akarnak; ehhez képest a sorozat korábbi játékai fokozatosan megnyitották a játékvilágot a játékos előtt történetküldetésekkel, amelyek nyitott területeken vezették előrehaladását. A régión belüli akciók végrehajtásával a játékos "ellenállási pontokat" szerez, amelyek összegyűlve indítják el a fontosabb történeti eseményeket. Ezek az ellenállási pontok szintén hozzájárulnak az "ellenállásmérőhöz", amely az egyes régiókat három szintre osztja, amelyek a régió relatív nehézségi szintjét képviselik. Például, amikor először lép be egy régióba, a játékos alapvető ellenségekkel találkozik; azonban, ahogy az Ellenállásmérő növekszik, a játékos az ellenséges archetípusok szélesebb választékával fog találkozni, ami légi járőrözésben és légi támadásban csúcsosodik ki.
A játék tartalmaz egy toborzórendszert is, amelyben a játékos a megyében helyieket toborozhat, hogy velük harcoljanak, hasonlóan a Far Cry 2-ben használt "Buddy" rendszerhez vagy a Far Cry 4 "Guns for Hire" rendszeréhez. Ebben a Guns for Hire rendszerben a játékos helyieket toborozhat, hogy csatlakozzanak az ügyükhöz, ekkor a játékos mellett harcolnak. A bérelhető fegyvereken kívül a játék "Specialistákat" vagy nem játszható karaktereket is tartalmaz saját egyéni képességekkel és személyiséggel. A toborzási rendszer a korábbi címekben használt jeladó rendszert váltja fel. Például a Far Cry 3 rádiótornyokat, a Far Cry 4 pedig harangtornyokat tartalmazott, amelyeket a játékosnak meg kellett másznia, hogy megnyissa a térkép egyes részeit és különféle tevékenységeket a régióban. A Far Cry 5 eltávolította ezt a rendszert, és ehelyett arra támaszkodik, hogy a játékos kapcsolatokat alakít ki más karakterekkel, hogy felfedezze a történetküldetéseket, eseményeket és más karaktereket.
A játékos képes megszelídíteni a vadállatokat a Specialists révén, ami egy olyan rendszeren alapul, amelyet korábban a Far Cry Primal-ban vezettek be a sorozatba. A megszelídített vadvilág segíti a játékost a harcban, és követi a játékos akaratát,parancsát. A különböző vadon élő állatok különböző harci mintákkal rendelkeznek. Bemutatkoztak egy horgászszerelő is, és sokféle halat lehet fogni. A kampány játszható egyénileg vagy egy partnerrel a játék "Friends for Hire" néven ismert kooperatív többjátékos módján keresztül.

### Térképkészítő és többjátékos
A Far Cry Arcade lehetővé teszi a játékosok számára, hogy kis térképeket építsenek és osszák meg, amelyek egyjátékos, kétjátékos együttműködési és többjátékos célokat is tartalmaznak. A játékosok térképeket készíthetnek a Far Cry 5 és a hozzá tartozó DLC, valamint a Far Cry 4, a Far Cry Primal, a Watch Dogs, az Assassin's Creed IV: Black Flag és az Assassin's Creed: Unity eszközökből. Bár az Arcade mód a fő játéktól különálló, a játéktérképen össze-vissza játéktermi szekrényekből is elérhető; ezeknek a térképeknek a sikeres kitöltése játékon belüli pénzt és egyéb jutalmakat kereshet a fő kampányban.

## Szinopszis

### Beállítás és karakterek
A játék a kitalált Montana állambeli Hope megyében játszódik, ahol egy Joseph Seed nevű prédikátor (akit Greg Bryk alakít) emelkedett fel a jelentőségre. Seed úgy gondolja, hogy Isten kiválasztotta, hogy megvédje Hope megye lakosságát az "Összeomlástól", egy globális katasztrófától, amely a társadalom összeomlását eredményezi, és ennek érdekében létrehozta a Project at Eden's Gate nevű gyülekezetet. Látszólag ez az, hogy teljesítse küldetését, hogy üdvösségre vezesse az embereket; A valóságban Seed radikális prédikátor, az Éden kapuja pedig egy militarista világvégekultusz. Uralkodása alatt Eden's Gate kényszert és erőszakot is alkalmazott Hope megye lakóinak erőszakos megtérésére, valamint megfélemlítéssel, hogy ne forduljanak segítségért a külvilághoz. Seed felvette az "Atya" címet, és a Heralds segítségével fenntartja az irányítást Hope megye felett: Jacob, a "katona" (Mark Pellegrino), az Egyesült Államok hadseregének egykori mesterlövésze és Joseph bátyja, aki felügyeli a kiképzést és a bevetést. a kultusz fegyveres katonáiról; John, "a Keresztelő" (Seamus Dever), Joseph öccse és ügyvéd, akinek sikerült megkaparintania a Hope megyei föld nagy részét az Eden's Gate számára, és aki a lakosok erőszakos megtérését vezeti; és Rachel Jessop, más néven Faith vagy "a Szirén" (Jenessa Grant), egy botanikus, aki pacifistaként viselkedik, hogy az embereket bízzanak Joseph-ben, de a Bliss nevű erős hallucinogén segítségével kényszermunkatáborokat vezet az ellenálló lakosok számára. a kultusz. A Heralds egy sor leszerelt rakétasilót alakított át megerősített bunkerekké, ahol a kultusz követőivel kívánják kivárni az összeomlást.
A játékos egy újonc seriff-helyettes szerepét tölti be – akit "helyettesnek" neveznek –, aki a Seed letartóztatására küldött munkáscsoport tagja. A Seed-et ellenző Hope County lakosai között olyan szereplők szerepelnek, akik az altruizmustól a bosszúig, a haszonszerzésig és az unalomig terjedő indítékokkal csatlakoznak a harchoz. Segítségükre van Richard "Dutch" Roosevelt (John Tench), egy helyi túlélő, aki mélyen nem bízik a kormányzatban, és antiszociális magatartást tanúsított. A Far Cry 5-ben visszatérő Far Cry-sorozat szereplői közé tartozik Hurk Drubman, Jr. (Dylan Taylor), egy gyengeelméjű, de jó szándékú vörösnyakú partifiú, aki szereti a nagy erejű robbanószereket; és Willis Huntley (Alain Goulem), egy szociopata CIA-ügynök, és magát "hazafias baromnak" nevezte, aki civileket toboroz veszélyes titkos küldetésekre.

### Cselekmény
2018 végén az Egyesült Államok marsalljainak szolgálata és a megyei seriff osztálya — Cameron Burke marsall-helyettesből ( Doug Hutchison ), Earl Whitehorse seriffből ( Christopher Heyerdahl ) és helyetteseiből, Joey Hudsonból ( Luisa D'Oliveira ) és Staciból álló – közös művelet. Pratt ( Julian Bailey ) és a játékos karakter, egy meg nem nevezett junior helyettes — megérkeznek egy Eden's Gate templomba, hogy letartóztassák Joseph Seedet, szövetségi elfogatóparancsot adva, ártási szándékkal elkövetett emberrablás vádjával. Jóllehet József ellenáll, azt állítja, hogy Isten nem engedi, hogy elfogják. Ahogy elkísérik, a kultusz tagjai megtámadják a munkacsoportot, és lezuhannak helikopterükkel. Joseph megszökik, és parancsot ad a kultusznak, hogy fogja el a munkacsoport tagjait.
A helyettes túléli és megmenekül Richard "Dutch" Roosevelt, egy helyi túlélő segítségével, aki elmagyarázza, hogy a kultusz Joseph letartóztatására irányuló kísérletet próféciái beteljesedéseként értelmezte. Abban a hitben, hogy közeleg a világvége, megkezdték az „aratást”, egy koncentrált erőfeszítést, hogy megtisztítsák Hope megyét a nem hívőktől, és összeszedjék az összes anyagi szükségletet. Mivel a megye immár el van vágva a külvilágtól, a hollandok megbízzák a helyettest, hogy vegye fel a kapcsolatot a Hope megyében szétszóródott, fiatal ellenállással, hogy szövetségeseket gyűjtsenek, megmentsék a munkacsoportot, és felszámolják a kultusz hadműveleteit, hogy erodálják Joseph és a Heralds befolyását. Bár a Heralds erőfeszítéseiket a helyettes megállítására összpontosítja, továbbra is érdekli őket, hogy beszervezzék őket ügyükhöz.
Joseph öccse, John a Holland-völgybe csábítja a helyettest egy üzenettel, amelyben Hudsont a foglyaként mutatják be. János a kultusz hitvilágába tanítja a lakókat azáltal, hogy erőszakos keresztségnek veti alá őket, hogy „megtisztítsák” őket, testükre tetoválja „bűneiket”, és „engesztelésük” részeként kifaragja a megjelölt bőrt. John elfogja a helyettest, és arra a következtetésre jut, hogy a bűnük a harag. Amikor a helyettes megszökik, John megtorolja Fall's End városát, ahol arra kényszeríti a helyettest, hogy szembeszálljon vele és engesztelje meg a bűneiket. A helyi Ellenállás ellentámadása arra készteti Johnt, hogy elmeneküljön, aminek következtében a helyettes légi kutyaharcba keverte, és halálosan megsebesíti. Miközben haldoklik, John megjegyzi, hogy a helyettes senkit nem fog megmenteni, és azt állítja, hogy Józsefnek igaza van. A helyettes megmenti Hudsont és a foglyul ejtett túlélőket, és elsöpri John bunkerét.
A helyettes megérkezik a Whitetail-hegységbe, hogy megtalálja a Whitetail Milíciát, amely már háborúban áll Joseph bátyjával, Jacobbal. Jacob toborozza és kiképzi a kultusz tagjait, és fogságban tartja Pratt helyettesét. A képzés részeként Jacob mentálisan kondicionálja a kultikus toborzókat The Platters Only You (And You Alone) című dalával, amelyet arra használ, hogy megváltozott tudatállapotot váltson ki az újoncokban, és végrehajtsa parancsait. Jacob ugyanennek a kondicionálásnak veti alá a helyettest, és sikeresen megtöri őket. Felkéri a helyettest, hogy megölje Eli Palmer milícia vezetőjét (Patrick Garrow), hogy megbénítsa az ellenállást. A túlélő milícia Jacobot tartja felelősnek, a helyettes pedig szembeszáll vele a hegyekben. Halála közben Jacob elgondolkodik a birodalmak felemelkedésén és bukásakor, és azt jósolja neki, hogy Amerika is ugyanerre a sorsra jut, ha nem lesz felkészülve. A helyettes előveszi Jacob bunkerkulcsát, megmenti Prattet és elárasztja a bunkert.
Faith, a Seeds kollégája és "nővére" felügyeli a Bliss gyártását Henbane Riverben. A Bliss hallucinációs hatásai transz-szerű állapotba helyezik áldozatait, és ha túl sokáig maradnak a hatása alatt, sebezhetővé teszik őket Faith hipnotikus manipulációjával szemben. A helyettes újra egyesül Whitehorse-szal, és csatlakozik a Hope megyei börtönben székelő Cougarshoz. Whitehorse tájékoztatja a helyettest, hogy Burke-et elfogták, és jelenleg a Bliss befolyása alatt áll. A helyettes többször találkozik Faith-szel, aki megpróbálja rávenni a helyettest, hogy csatlakozzon hozzá, és éljen a paradicsomban. A helyettes ellenáll neki, és megmenti Burke-ot, nem tudván, hogy hipnotizálták. Burke megöli Virgil Minklert, a Cougars vezetőjét és Fall's End polgármesterét, kinyitja a börtönt Eden's Gate előtt, és megöli magát. A Cougarok súlyos veszteségeket szenvednek el, amivel visszaverik a kultuszt, és Whitehorse-t elfogják. A helyettes megöli Faith-t, és figyelmezteti őket, hogy Josephnek igaza van a világvégét illetően, de a helyettes eldönti, mi lesz a végén. A helyettes kimenti Whitehorse-t Faith bunkeréből, és tönkreteszi a Bliss gyártását.
Heraldsai megölése arra készteti Josephet, hogy hívja a helyettest, hogy végső összecsapást folytasson a templomában. Elfogta a helyettes szövetségeseit az ellenállási csoportoktól, hipnotizálta őket Bliss-szel, és túszként tartja Whitehorse-t, Hudsont és Prattet. Joseph felajánlja a helyettesnek, hogy sértetlenül elmenjen a barátaikkal, azzal a feltétellel, hogy nyugton hagyják őt és Eden's Gate-t.

#### Befejezések
Ha a helyettes úgy dönt, hogy elmegy, Joseph megbocsát nekik, és bemegy a templomba a helyettes hipnotizált szövetségeseivel. A helyettes, Whitehorse, Pratt és Hudson teherautóval távoznak, és Whitehorse biztosítja őket, hogy visszatérnek a Nemzeti Gárdával, hogy segítsenek felszabadítani Hope megyét a kultusz alól. Whitehorse bekapcsolja a rádiót, és az "Only You" szól, ami elindítja Jacob manipulációját. A helyettes ismét transzba kerül, és a képernyő elsötétül.
Ha a helyettes úgy dönt, hogy ellenáll, Joseph harcra kényszeríti a helyettest, és újraéleszti hipnotizált barátaikat. A rádióadások a játék során azt sugallják, hogy a Hope County-n kívüli világ káoszba torkollik, és a nukleáris háború küszöbön áll. Ezek a félelmek akkor valósulnak meg, amikor Josephet elfogják, és a távolban egy atombomba robban. A helyettes, Whitehorse, Pratt és Hudson az elfogott Joseph-fel együtt Dutch bunkerébe menekülnek. Teherautójukkal egy fának ütköznek, aminek következtében Whitehorse, Pratt és Hudson meghal. Egy kiszabadult József a bunkerbe viszi az eszméletlen helyettesét. A helyettes egy ágyhoz bilincselve ébred, holland hollandokkal a földön. Joseph fájlalja családja és földje elvesztését, és azt állítja, hogy ez az „összeomlás”, amelyet megjövendölt. Elmondja a helyettesnek, hogy családja bukásával csak ők maradtak, és most már ők a családtagok. Ez a befejezés vezet a spin-off Far Cry New Dawnba; Joseph Seed a játék játékos karakterének szövetségese lesz, míg a Helyettes a bíró, egy új specialista lesz.
A játék elején egy titkos befejezés található. A helyettes úgy dönt, hogy nem tartóztatja le Josephet az első találkozásuk során. Whitehorse, aki ellenezte, hogy frontálisan elfogják, mert valószínű, hogy lesből támadják és meggyilkolják, leengedi Joseph kezét, és utasítja a csoportot, hogy távozzanak. Burke tiltakozása ellenére Whitehorse azt állítja, hogy "jobb elég jól egyedül hagyni", és senki sem maradna életben, ha letartóztatnák Josephet.

### Letölthető tartalom

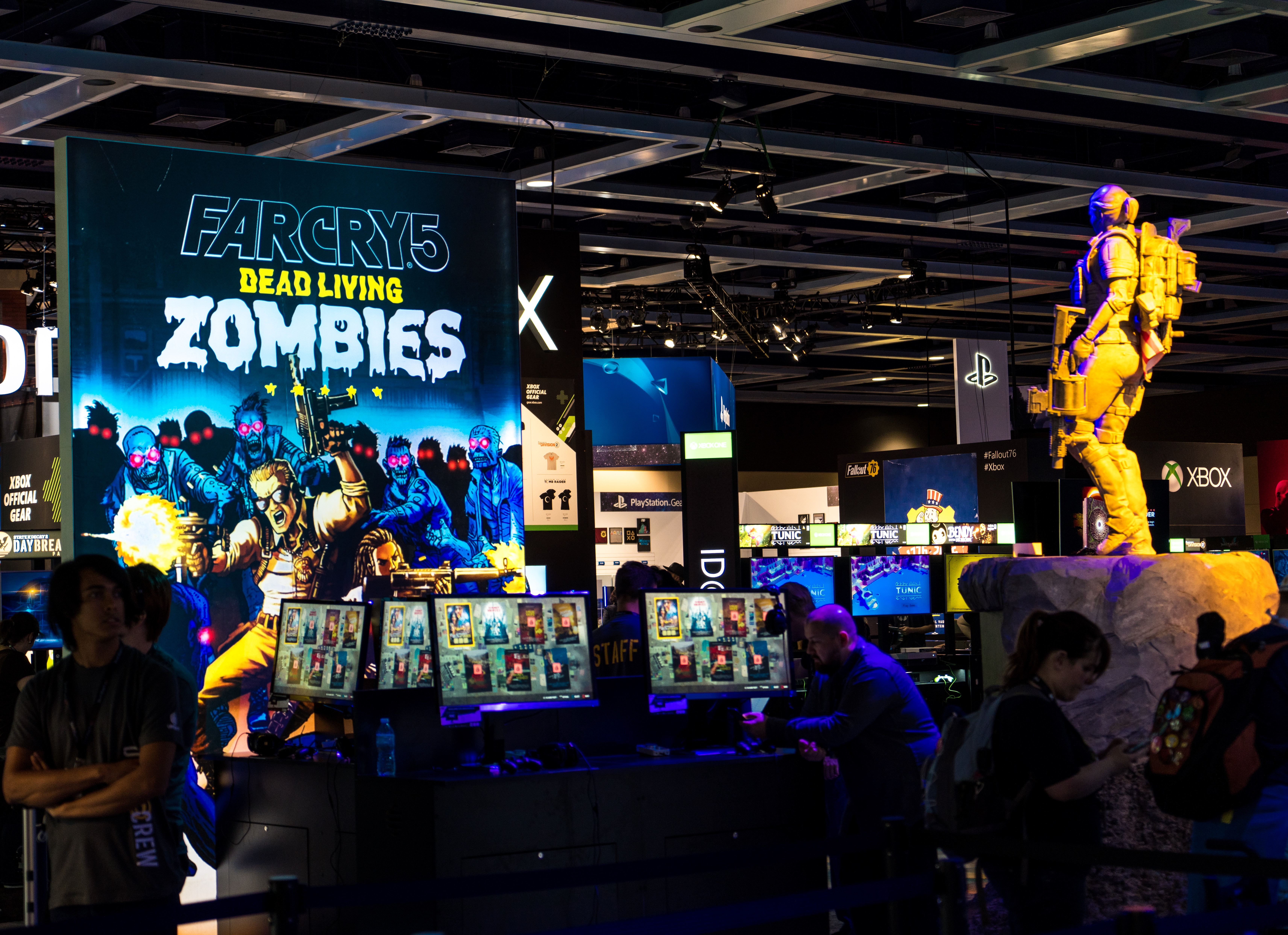
A Dead Living Zombies népszerűsítése a PAX West 2018-ban

A játék kiadása előtt a Ubisoft bejelentette, hogy kiad három letölthető tartalom epizódot Hours of Darkness, Lost on Mars és Dead Living Zombies címmel. Minden epizód egy önálló történetet mesél el, a fő kampány egy másodlagos szereplőjére összpontosítva.
A Hours of Darkness a vietnami háború csúcspontján játszódik. A játékos Wendell Redler (Billy MacLellan) szerepét ölti magára, a Python 2-5 hívójellel ismert ajtólövészt. Python helikopterét lelőtték, miközben az észak-vietnami erők állásait felderítik egy széles dzsungelvölgyben. Az észak-vietnami hadsereg fogságába esik, de egy légicsapás során megmenekül. Előkap egy rádiót a lezuhant helikopterből, és azt az utasítást kapja, hogy menjen át a völgyön egy kitermelési pontig. Ami felderítő küldetésnek indult, mentőakcióvá válik, ahogy Python megkeresi osztagtársait, Jokert, Mosest és Yokelt (Alex Weiner). Miközben átmerészkedik az ellenséges területen, Python kiszabadítja a dél-vietnami hadifoglyokat, szabotálja a légelhárító ágyúkat, megöli az észak-vietnami parancsnokokat, és túléli az Agent Orange permetezését. Amikor megérkeznek a kitermelési ponthoz, Python és osztagtársai a helikopterekre váró katonák hullámaival küzdenek.
A Lost on Mars középpontjában Nick Rye ( Steve Byers ) áll. Nicket a Marsra teleportálják, ahol találkozik Hurk Drubman testetlen fejével. Jr. Hurk felfedi, hogy elteleportálta Nicket a Föld megmentésére irányuló küldetésre, miután maga Hurk kudarcot vallott. Nicket bemutatják ANNE-nek ( Erica Lindbeck ), egy évezredes mesterséges intelligenciának, aki figyelmeztet, hogy az Arachnids nevű ellenséges idegen faj a Föld elleni invázió utolsó előkészületeit végzi. Mivel nincs módja hazajutni, Nicket besorozzák, hogy adja vissza ANNE hatalmát, lehetővé téve számára, hogy felépítse a védelmet és meghiúsítsa az inváziót. Hurk kap egy robottestet, hogy segítsen a küldetésben, és megkéri Nicket, hogy keresse meg hiányzó testrészeit. Nick egyre gyanakodni kezd ANNE szándékaival szemben, miközben apokaliptikus látomások sorozatát tapasztalja újszülött lányával és Hope megyével. Kettejüknek sikerül teljesen visszaállítania ANNE hatalmát, de ez lehetővé teszi számára, hogy előkészítse saját földi invázióját, mivel az embereket alsóbbrendű életformáknak tekinti. Harcolnak a lány robotjaival és Hurk klónjaival, amelyek az újra összetett testéből készültek. Sikeresen leállították az ANNE-t Hurk holttestének rovására. Nick és a robot Hurk visszatér a Földre, ahol hősként ünneplik őket.
A Dead Living Zombies követi Guy Marvelt ( Giles Panton ), egy szerzői filmrendezőt, aki arról híres, hogy lehetetlen vele dolgozni. A Dead Living Zombies stílusa és hangvétele nagyon eltér a fő sztorikampánytól és a többi letölthető tartalmas epizódtól, a paródiára, a meta-humorra és a cselekmény feletti tiszteletlenségre támaszkodik. Elmeséli a Marvel karrierjét és azt, hogy Montanában kötött ki az Eden's Gate incidens során. A Marvel pályafutásának korai napjaiban bevett rendezőket hívott meg zombifilmek keresésére. Míg a rendezők megpróbálják látni projektjei érdemeit, gyorsan nyilvánvalóvá válik, hogy indokolatlanul erőszakosak, csekély cselekmény- vagy karakterfejlődéssel, és a rendezők elveszítik az érdeklődésüket. A Marvel a kapott visszajelzések alapján igyekszik módosítani a hangjait, de azt mondják neki, hogy filmjeinek "valamit kell mondania a társadalomról". Csalódott lesz, amikor egy rendező megpróbálja átvenni a kreatív irányítást egy globális felmelegedés témájú zombifilmben. Felismerve, hogy rossz típusú rendezőhöz fordult, kis sikert arat, amikor egy stúdió felveszi a The Fast and the Fiendish című nyári kasszasiker ötletét ( A gyors és dühös franchise alapján), és megkapja első forgatókönyvírói elismerését. Utolsó hangja a Laboratory of the Deadnek szól, amit egy olyan rendező pozitívan fogad, aki mindent szeret, amit a többiek utálnak a Marvel filmjei kapcsán. A Marvel bevallja, hogy nincs filmrendezői tapasztalata, és felajánlanak neki egy állást a Blood Dragon 3 rendezésében Hope megyében.

## Fejlődés
A játékot a Ubisoft Montreal és az Ubisoft Toronto fejlesztette, a Ubisoft Kyiv, az Ubisoft Shanghai és az Ubisoft Reflections segítségével. Dan Hay, aki a Far Cry 3 vezető producere volt, a főrendező volt, az írást Drew Holmes vezette, aki korábban a BioShock Infinite-on és annak letölthető tartalmán dolgozott. A játék folytatta a sorozat gyakorlatát a Dunia Engine használatában, a CryEngine módosított változatában. A csapat Montanát választotta a játék helyszínéül, mivel az állam az Egyesült Államok határán fekszik. A valósághű környezet megteremtése érdekében a fejlesztőcsapat tizennégy napig meglátogatott Montanába, hogy információkat gyűjtsenek a lakóközösségről, a környezetről és a helyiek „önálló” természetéről, akik nem akarják, hogy bármilyen hatóság vagy kívülálló beavatkozzon az életükbe. A fejlesztőcsapat korábban a Far Cry 4 fejlesztése során végzett hasonló kutatási kirándulást Nepálban. Mivel a fejlesztőcsapat már nem volt megelégedve azzal, hogy minden játékban egy fő antagonista szerepeljen, az antagonisták gárdája jelentősen bővült.
A Far Cry Primal 2016-os kiadását után a Ubisoft kijelentette, hogy a következő Far Cry cím több fejlesztési időt vesz igénybe, és 2017-ben nem jelenik meg. A Far Cry 5-öt a Ubisoft a vállalat pénzügyi felhívása során jelentette be, két másik nagy címmel, a The Crew 2-vel és az Assassin's Creed Origins-szel, amelyek a 2018-as pénzügyi évben jelentek meg.  A Ubisoft a játék 2017. május 26-i hivatalos bemutatása előtt kiadott több előzetest és a játék borítóját.  A játék Microsoft Windows, PlayStation 4 és Xbox One platformokra jelent meg, a PlayStation 4 Pro és az Xbox One X támogatásával. A Sony Interactive Entertainment és a Ubisoft közötti marketingmegállapodásnak köszönhetően a PlayStation 4 lejátszók ingyenes skin csomagokat bocsátottak rendelkezésre az induláskor. Bár a játék megjelenését eredetileg 2018. február 27-re tervezték, a Ubisoft egy hónappal 2018. március 27-re tolta a dátumot.

### Írás
A játék díszítőelemei és hangneme a szeparatizmusból ered. Hay elmondása szerint fiatalon gyakran érezte magát biztonságban a két szuperhatalom közötti konfliktusok miatt a hidegháború alatt. Ez a huszonegyedik században gyakori terrortámadásokban, például a szeptember 11-i támadásokban, és pénzügyi problémákban, például a másodlagos jelzáloghitel-válságban nyilvánult meg, és ennek következtében az emberek egyre inkább védelmezővé váltak, miközben megkérdőjelezték a kormányt. Végül a „globális falu” koncepciója kezdett összeomlani, ami meghatározza a játék témáját, és arra késztette a csapatot, hogy írjanak egy történetet, amelyben a világvége-kultusz a játék fő antagonistája. Hay 2014 végén kezdte írni a történetet; 2016 februárjában egy oregoni vadon élő menhely elfoglalásának és helyzetének részleteit vizsgálta, mivel olyan bizonyítékokat akart keresni, amelyek a szeparatizmus térnyerését mutatják. Az emlékezetes történet létrehozása érdekében a játékban szereplő karaktereket úgy tervezték meg, hogy különböző nézeteket és véleményeket fogalmazzanak meg a fontos eseményekről, valamint különböző ideológiákról. A sötét téma ellenére a csapat biztosítani akarta, hogy a játék továbbra is szórakoztató és szórakoztató legyen. Ezért a csapat fegyverek és nyílt végű játéklehetőségek széles arzenálját valósította meg a játékosok számára.

### Zene
A játék zenéjét Dan Romer írta és komponálta. Tony Gronick audiorendező szerint a csapat arra vágyott, hogy a játék világának nagy részében zene szóljon a háttérben, de azt akarta, hogy ez tükrözze a kultusz természetét, hogy a játékos a játék során megtapasztalhassa a kultusz üzeneteit. a narratívához. Ennek érdekében Romer himnuszszerű gospel zenét hozott létre, de olyan szövegekkel, amelyek leírják a kultusz világvégi tanításait. Ezen túlmenően, a többszörös antagonisták gondolatát kiterjesztve, a zene stílusa megváltozik, ahogy a játékos belép a világ különböző kultusztagok által irányított régióiba, a countrytól a glam rockon át az indusztriális zenéig, ami azt mutatja, hogyan fejlődnek Joseph Seed himnuszai az ő kultuszai alatt. a testvérek személyes preferenciái. A játék licencelt zeneszámokat is használ, amikor a játékos járművekben vezet, és a lejátszott zene típusát hasonlóan megváltoztatja a terület, ahol éppen van. Az ambient/post-rock banda, a Hammock felhasznált néhány olyan dalt, amelyet Romer készített a játékhoz, és újraértelmezte azokat. Ennek eredménye egy többkötetes filmzene kiadás, amely az eredeti hangsávból és a három részes Far Cry 5 Presents sorozatból áll. A Far Cry 5 Presents egy tematikus válogatás a játékban használt további zenékből: az Into the Flames kultikus dalokat gyűjt össze, amelyeket Romer írt és különböző előadók adnak elő, a When the World Falls ezeknek a daloknak a kórusváltozata, a We Will Rise Again pedig ambient újraértelmezésüket Hammock.

### Élőszereplős film
A játék megjelenésével egy időben a Ubisoft kiadott egy élőszereplős kisfilmet Inside Eden's Gate címmel. Az Asylum Entertainment készítette. A film a játék eseményeinek prológjaként szolgál, és három filmkészítőt követ végig Hope megyében. Találkoznak Markkal és nővérével, Faith-szel, aki abban a játékban van, amelyet az Édenkapu-kultusz magával ragad. A főszerepben Greg Bryk és Kyle Gallner.

## Fogadtatás
| Összegzőoldal | Értékelés                           |
| ------------- | ----------------------------------- |
| Metacritic    | XONE: 82/100 PS4: 81/100 PC: 78/100 |

| Szerző         | Értékelés |
| -------------- | --------- |
| Destructoid    | 7.5/10    |
| Edge           | 6/10      |
| EGM            | 7.5/10    |
| Game Informer  | 7.5/10    |
| GameRevolution | [ 39 ]    |
| GameSpot       | 9/10      |
| GamesRadar+    | [ 41 ]    |
| Giant Bomb     | [ 42 ]    |
| IGN            | 8.9/10    |
| Polygon        | 6.5/10    |

A Metacritic értékelésgyűjtő szerint a Far Cry 5 "általában kedvező" értékeket kapott.
Daemon Hatfield, az IGN-től 8,9-es értékelést adott rá, mondván: " A Far Cry 5 egy újabb nyitott játszótér, amely minden szükséges összetevővel rendelkezik a valódi felbujtáshoz: rengeteg ellenség és szövetséges, temperamentumos vadvilág és rengeteg robbanás."  A Polygon a 10 lehetséges pontból 6,5 pontot adott a játéknak, és kijelentette: "Kár, hogy a Far Cry 5-öt egy gyenge történet támasztja alá, nyájas karakterekkel, mert a cselekmény mögött egy nyitott világ van tele azzal, amit a Far Cry sorozatként a legjobban teljesít."
A játék befejezése sarkított kritikai véleményt. Ha a játékos az „ellenállást” választja, amikor felszólítják — ezt a befejezést a Ubisoft kanonikusnak tartja —, a játék egy sor nukleáris robbanást ábrázol, amelyek elpusztítják az emberiséget. A kritikusok azzal érveltek, hogy ez a befejezés érvénytelenítette a játékos cselekedeteit azáltal, hogy értelmetlenné tette azokat.
A Far Cry 5 lett a leggyorsabban fogyó cím a franchise történetében, több mint megkétszerezve a Far Cry 4 eladásait. Ez volt a második legnagyobb Ubisoft-bemutató a Tom Clancy's The Division mögött, 310 millió dollár profitot hozott az eladások első hetében. A PlayStation 4-es verzió 75 474 példányban kelt el az első héten Japánban, amivel a második helyen áll az összes formátumú eladási listán.
Montana állam turisztikai testülete a Far Cry 5 megjelenése után együttműködött a Ubisofttal ' hogy  a játék néhány helyszíni képét felhasználva népszerűsítse Montana délnyugati részének látogatottságát amely hely inspirálta a játék kitalált Hope County-ját.

### Vita
Sok újságíró úgy vélekedett, hogy a Far Cry 5 helyszíne és narratív ', amely magában foglalja a vallási fanatizmus témáit és a szélsőjobboldali politikai mozgalmak megjelenését az Egyesült Államok határain belül — szemben a többi Far Cry-címben szereplő egzotikusabb helyszínekkel — valószínűleg erősen ellentmondásossá tenné a játékot. Ezek az újságírók megjegyezték, hogy a hosszú fejlesztési ciklus miatt nem valószínű, hogy a Ubisoft direkt a bejelentés idején a politikai légkör köré tervezte a játék narratíváját, hozzátéve, hogy a Ubisoft ügyelt arra, hogy lekicsinyítse a vélt összefüggéseket az akkor aktuális valós eseményekkel. A kritikára reagálva Dan Hay játékigazgató elárulta, hogy a sztorit azért írták, hogy megvitassák a hiedelmek és ideológiák legszélsőségesebb formájukba vételének következményeit, nem pedig egy adott politikai eseményre adott válaszként. Hay bejelentette, hogy a játékot egy montanai kultusz köré szervezték, mivel úgy érezték, hogy Montana olyan távoli határt tükröz, amelyről a legtöbb ember nem tudott, ami összehasonlítható a többi Far Cry játékbeállításukkal, és miután meglátogatták az államot, megállapították, hogy Montana egy hely, "ahová az emberek egyedül mennek lenni, ahol nem akarják, hogy összezavarják őket", tovább hangozva a korábbi Far Cry témákkal. Három év fejlesztés után azonban Hay azt mondta: "soha nem tudtuk volna elképzelni, és őszintén szólva nem is akartam volna... hogy bizonyos szempontból ez visszhangzik a való világban." 
A bejelentést követően a Far Cry 5-re online petíciót nyújtottak be a Change.org-on egyének, akik tiltakoztak az amerikai keresztények gazemberként való ábrázolása ellen, és a játék antagonistáinak kidolgozását kérték. A petíció muszlimokat, belvárosi bandatagokat és más nem fehér antagonistákat javasolt helyettesítőként. A petíció azt is javasolta, hogy módosítsák a játék beállítását Kanadára. Magát a petíciót kritizálták az iparági kommentátorok, akik kiemelték, hogy a játék témáinak feltárása szükséges a kortárs társadalmi és politikai légkörben, és rámutattak a videojátékokra, mint a társadalmi kommentár médiumára. Egyes kiadványok a petíció hitelességét is megkérdőjelezték, és arra utalnak, hogy szatírának szánták.
Ezzel szemben a játék megjelenése után egyes üzletek pont fordítva kritizálták, mert megpróbált ártalmatlan és apolitikus lenni, nem pedig közvetlenül foglalkozni kortárs politikai kérdésekkel. A Polygon játékosa, Ben Kuchera kihívóan ártatlan káosznak" minősítette a játékot, amely "mindenki számára vonzó, de végül nem mond semmit". William Hughes a The AV Clubnak írt írása lekicsinylően "könnyen emészthető gonoszságként" jellemezte a gazembereket, akiket direkt úgy alakítottak ki, hogy ne sértsék meg a politikai meggyőződésű játékosokat. Andrew Webster The Verge című könyve szerint a játék „azt az illúziót kelti, hogy van mondanivalója, aztán makacsul megtagadja, hogy bármit is mondjon”.
A Far Cry 6 folytatásának kiadásával a Ubisoft és a játék írója megerősítette, hogy a folytatás "eredendően politikai", ami a Far Cry sorozaton belüli politikai vita folytatását teremtette meg.

### Elismerések
| Év   | Díj                                                   | Kategória                                             | Eredmény | Ref           |
| ---- | ----------------------------------------------------- | ----------------------------------------------------- | -------- | ------------- |
| 2017 | Játékkritikusok Díja                                  | Legjobb akciójáték                                    | Jelölve  | [ 61 ]        |
| 2017 | Golden Joystick-díjak                                 | Legkeresettebb játék                                  | Jelölve  | [ 62 ]        |
| 2018 | Golden Joystick-díjak                                 | A legjobb kooperatív játék                            | Jelölve  | [ 63 ] [ 64 ] |
| 2018 | A Game Awards 2018                                    | Legjobb akciójáték                                    | Jelölve  | [ 65 ] [ 66 ] |
| 2018 | Gamers' Choice Awards                                 | A rajongók kedvenc akciójátéka                        | Jelölve  | [ 67 ]        |
| 2018 | Gamers' Choice Awards                                 | A rajongók kedvenc lövöldözős játéka                  | Jelölve  | [ 67 ]        |
| 2018 | Gamers' Choice Awards                                 | A rajongók kedvenc férfi szinkronszínésze (Greg Bryk) | Jelölve  | [ 67 ]        |
| 2018 | Titanium Awards                                       | Legjobb akciójáték                                    | Elnyerte | [ 68 ]        |
| 2018 | Australian Games Awards                               | Az év lövésze                                         | Jelölve  | [ 69 ]        |
| 2019 | New York Game Awards                                  | Tin Pan Alley Díj a legjobb zenének egy játékban      | Jelölve  | [ 70 ]        |
| 2019 | New York Game Awards                                  | Szabadság-szobor díj a legjobb világért               | Jelölve  | [ 70 ]        |
| 2019 | Guild of Music Supervisors Awards                     | A legjobb zenei felügyelet videojátékban              | Jelölve  | [ 71 ]        |
| 2019 | 22. éves DICE Awards                                  | Az év akciójátéka                                     | Jelölve  | [ 72 ]        |
| 2019 | National Academy of Video Game Trade Reviewers Awards | Művészeti irányítás, kortárs                          | Jelölve  | [ 73 ]        |
| 2019 | National Academy of Video Game Trade Reviewers Awards | Játék, Franchise-akció                                | Jelölve  | [ 73 ]        |
| 2019 | National Academy of Video Game Trade Reviewers Awards | Dal, eredeti vagy adaptált ("Help Me Faith")          | Jelölve  | [ 73 ]        |
| 2019 | 2019-es GANG-díjak                                    | Az év hanganyaga                                      | Jelölve  | [ 74 ]        |
| 2019 | 2019-es GANG-díjak                                    | Az év zenéje                                          | Jelölve  | [ 74 ]        |
| 2019 | 2019-es GANG-díjak                                    | A legjobb eredeti filmzene album                      | Jelölve  | [ 74 ]        |
| 2019 | 2019-es GANG-díjak                                    | A legjobb filmes vágókép hang                         | Jelölve  | [ 74 ]        |
| 2019 | 2019-es GANG-díjak                                    | A legjobb párbeszéd                                   | Jelölve  | [ 74 ]        |
| 2019 | 2019-es GANG-díjak                                    | Legjobb eredeti dal ("We Will Rise Again")            | Jelölve  | [ 74 ]        |
| 2019 | 2019-es GANG-díjak                                    | Legjobb eredeti kóruskompozíció ("Oh the Bliss")      | Jelölve  | [ 74 ]        |
| 2019 | 15. British Academy Games Awards                      | Zene                                                  | Jelölve  | [ 75 ]        |
| 2019 | Olasz Videojáték-díjak                                | Az emberek választása                                 | Jelölve  | [ 76 ]        |
| 2019 | Olasz Videojáték-díjak                                | Az év játéka                                          | Jelölve  | [ 76 ]        |

## Fordítás
Ez a szócikk részben vagy egészben  a   Far Cry 5 című angol Wikipédia-szócikk ezen változatának fordításán alapul.  Az eredeti cikk szerkesztőit annak laptörténete sorolja fel. Ez a jelzés csupán a megfogalmazás eredetét és a szerzői jogokat jelzi, nem szolgál a cikkben szereplő információk forrásmegjelöléseként.